# ダイアモンド・フー・ハ・メン
ダイアモンド・フー・ハ・メン (Diamond Hoo Ha Men) は、スーパーグラスのギャズ・クームスとダニー・ゴフィーが結成したロックバンド。

## 概要
バンド名はスーパーグラスの楽曲「ダイアモンド・フー・ハ・マン」のもじりで、ベーシストのミック・クインがケガで休養している間のサイド・プロジェクトとして結成された。このプロジェクト自体は短期間で終了したが、後のナイジェル・ゴッドリッチとのザ・ホットラッツの結成、そしてスーパーグラス解散のきっかけになった点において、スーパーグラスにとっては転機となるプロジェクトだったといえる。

## 来歴
2007年8月末、ミック・クインが滞在先のフランスの別荘にて寝ぼけて2階の窓から落下、脊椎を骨折するなど全治数ヶ月の重傷を負った。当時スーパーグラスのアルバム『ダイアモンド・フー・ハ』のレコーディングはほぼ完了していたものの、年末に予定されていたオックスフォードでのライヴがキャンセルされるなど、当面の活動休止を余儀なくされた。
このためギャズとダニーは、ギターとドラムスのみのデュオとして「ダイアモンド・フー・ハ・メン」を名乗り、ミックが回復するまでイギリス国内をツアーで回ることにした。ギャズは「デューク・ダイアモンド」、ダニーは「ランディ・フー・ハ」（合わさると『ダイアモンド・フー・ハ』になる）という芸名を名乗り、「2人はベルリン出身のゲイのカップル。同じベッドで寝る時はデュークが右、ランディが左と常に決まっている」という一見どうでもいいような細かい設定まで決まっており、当初はお遊び色の強いプロジェクトだった。
2007年12月から2008年1月まで行われたツアーでは、スーパーグラスの「コウト・バイ・ザ・ファズ」や「レニー」といった初期の楽曲から最新アルバムの収録曲「バッド・ブラッド」や「345」、そしてマイケル・ジャクソンの「ビート・イット」をロックンロール流にアレンジしたカバーなどが披露された。またこのツアーの模様はギャズの弟であるチャーリーによって撮影・編集され、後に短編ロキュメンタリー『Glange Fever』としてDVDが発売された。ちなみに、タイトルの「Glange」とは「グラムロック(Glam)」と「グランジ(Grunge)」を合わせた造語で、彼らの音楽性を表すものである。
その他の活動としては、スーパーグラスのシングル「ダイアモンド・フー・ハ・マン」のPV出演、「Supergrass presents Diamond Hoo Ha Men」名義のライヴEPをiTunesで限定発売、シングル「バッド・ブラッド」のカップリング用に「ビート・イット」と「バッド・ブラッド」の再録バージョンをレコーディング、チャリティーの資金集めに協力するためロンドンにて数曲の路上演奏を披露、テレビ番組で「ビート・イット」のカバーを披露するなど多岐に及んだ。
2人はこのプロジェクトに手応えを感じていたようで、ダニーはNMEに対して、ダイアモンド・フー・ハ・メンとしてアルバムのレコーディングを行う計画があることも明かしている。しかしその後、ダイアモンド・フー・ハ・メンのライヴを見たナイジェル・ゴッドリッチからの誘いを受け、2009年からは「ザ・ホットラッツ」としてより本格的に活動していくことになったため、ダイアモンド・フー・ハ・メンとしての活動はここで終了している（これ以降は「ザ・ホットラッツ」の項を参照）。